# B-Gendarmerie

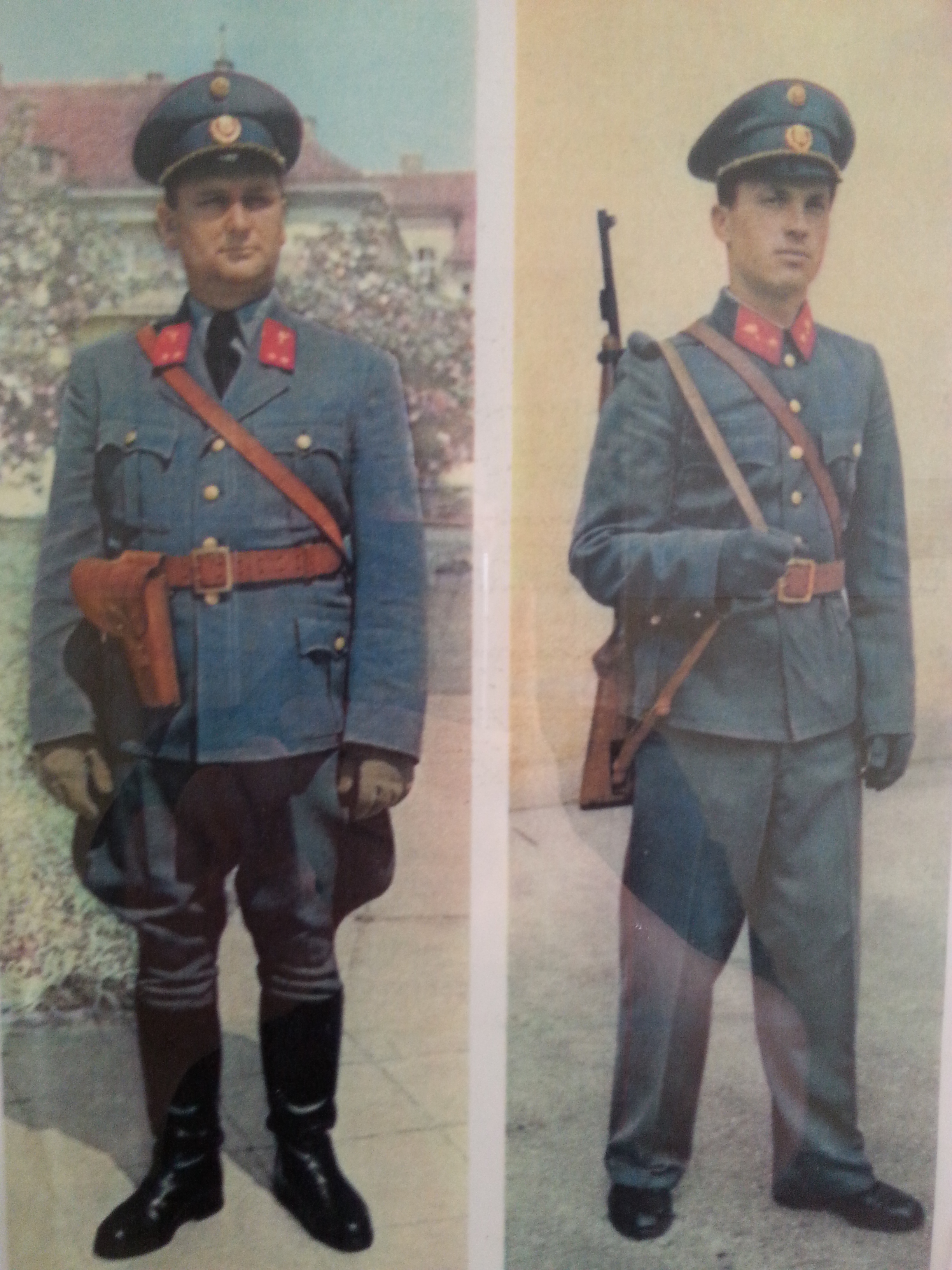
Österreichische Gendarmen in der Adjustierung der 1950er Jahre

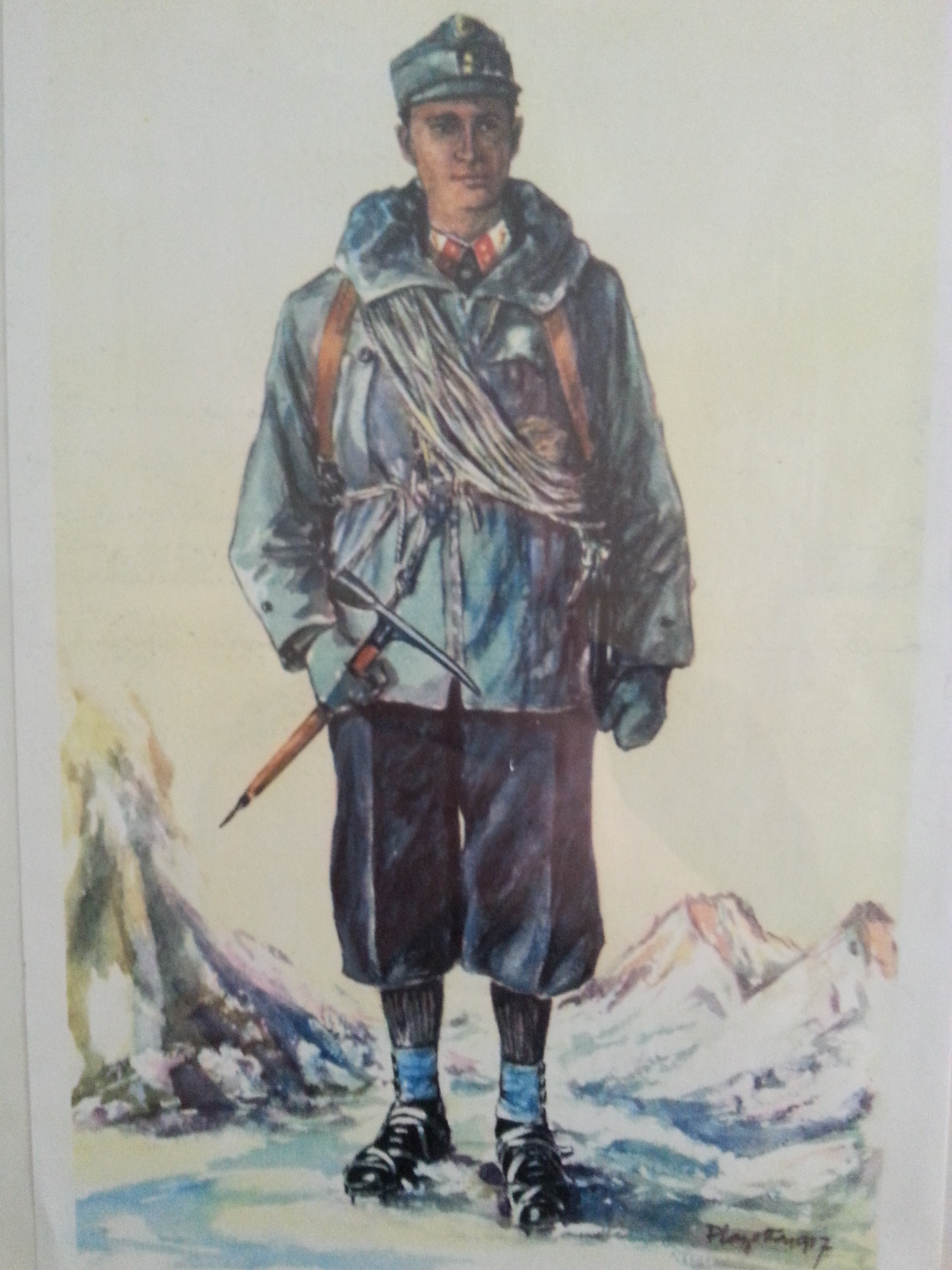
Alpingendarm um 1955

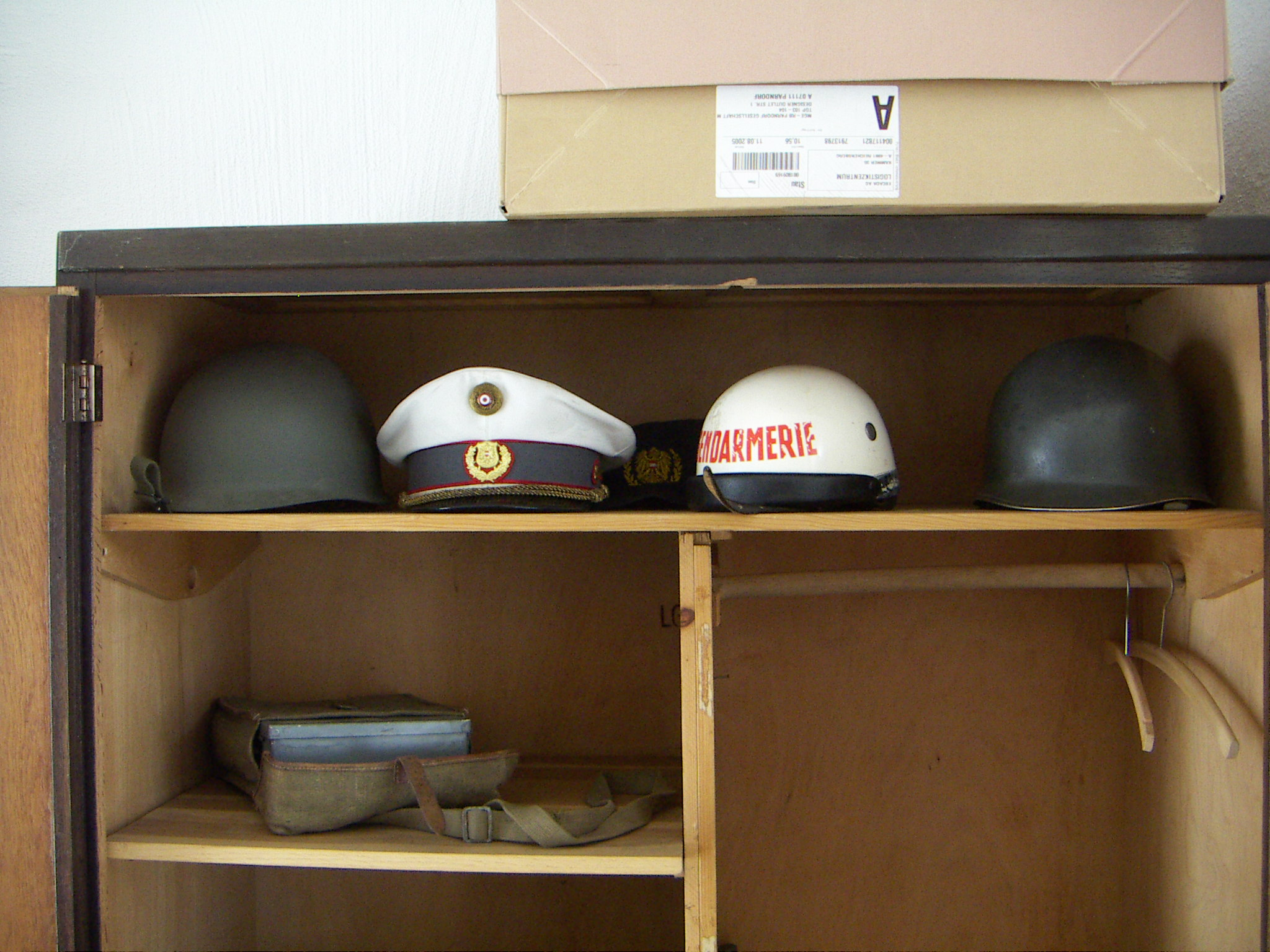
Historische Helme und Kappen der Österreichischen Gendarmerie

Als B-Gendarmerie wurde im besetzten Nachkriegsösterreich die Vorgängerorganisation des Bundesheeres bezeichnet.

## Wortherkunft
Da es sich bei der ab 1949 aufgebauten B-Gendarmerie vorerst um eine geheim aufgestellte Truppe handelte, ist bezeichnenderweise die Entstehung und genaue Bedeutung des Wortes B-Gendarmerie bzw. des Wortteiles B- nicht eindeutig geklärt. Einige Quellen sprechen von Bereitschafts-Gendarmerie, andere von B-Gendarmerie als Zusatzeinheit zur „normalen“ (sozusagen einer A-)Gendarmerie. Auch wird zuweilen davon ausgegangen, dass das B für Bundes- stünde, wiewohl der Ausdruck Bundesgendarmerie als Benennung der auf Bundesebene organisierten Gendarmerie bereits bestanden hat. Auch wird gemutmaßt, dass das B für besondere stehen könnte. Da jedoch zur Zeit der Entstehung der B-Gendarmerie von den Alliierten Österreich offiziell noch keine eigene militärische Organisation zugestanden wurde, ist der Name B-Gendarmerie jedenfalls als Tarnbezeichnung zu verstehen.
Auch heute noch wird im Salzburger Lungau der Name „B-Gendarmerie“ umgangssprachlich für die Landeswacheorgane der „Salzburger Berg- und Naturwacht“ verwendet. B-Gendarmerie steht hier allerdings für „Brennnessel-Gendarmerie“ oder im Dialekt „Brennnessl-Schante“. Es hat eine positive Konnotation, da die ehemaligen Mitglieder der echten B-Gendarmerie bei den Grundwehrdienern der zweiten Republik einen besonderen Nimbus besitzen.

## Geschichte
Die österreichische Bundesregierung hegte bereits kurz nach dem Zusammenbruch des Dritten Reiches den Wunsch, dass sich das befreite Österreich in Zukunft nach außen hin selbst verteidigen und für seine innere Sicherheit selbst Sorge tragen kann. Nach anfänglicher Skepsis zeigten auch die Alliierten Westmächte Interesse an diesem Vorhaben. Vor allem die kommunistischen Machtübernahmen in Budapest im Jahr 1947 und der Februarumsturz 1948 in Prag bewirkten dieses Umdenken. Die West-Alliierten machten daher die von Österreich angestrebte Freiheit des Landes u. a. von einer eigenen Verteidigung abhängig. Da alle vier Besatzungsmächte 1945 gemeinsam beschlossen hatten, Österreich jegliche militärische Aktivität zu verbieten, war die Reaktion der Sowjets auf die Aufstellung eines eigenen österreichischen Heeres im Vorhinein nicht abzuschätzen. Deshalb bediente man sich bei der Aufstellung einer Wehrorganisation als Tarnung der bereits bestehenden Bundesgendarmerie. Vorangetrieben wurde die Bildung der B-Gendarmerie in erster Linie vom damaligen Innenminister Oskar Helmer (SPÖ) und dem damaligen Staatssekretär und späteren Verteidigungsminister Ferdinand Graf (ÖVP).
Innerhalb der Gendarmerie wurden ab 1949 die zuvor schon vereinzelt existierenden Alarmzüge der Gendarmerie zu sog. Alarm-Abteilungen zusammengefasst, die intern auch schon als B-Gendarmerie bezeichnet wurden. Sie waren als eine Sondereinheit der Gendarmerie vorgesehen und sollten die Aufgabe haben, außerordentlichen Ereignissen wie illegalen Grenzüberschreitungen, inneren Unruhen oder Aktionen subversiver Kräfte zu begegnen. Die Alarm-Einheiten wurden in erster Linie mit amerikanischen Waffen und Gerätschaften ausgestattet. Die dafür vorgesehenen, militärisch nicht geschulten Gendarmen wurden nun auch diesbezüglich in den Gendarmerieschulen ausgebildet, was aufgrund des geheimen Charakters des gesamten Unternehmens auch mit Problemen wie etwa der Rekrutierung einherging.
Die westlichen Besatzungsmächte, die das gesamte Projekt maßgeblich unterstützten, waren auch im Besitz von geheimen Rekrutierungslisten und Plänen der Österreicher: Das auch als Gendarmerie-Sonderprogramm bezeichnete Unternehmen sah die Aufnahme von ehemaligen Offizieren vor, und es wurde eine Liste von kampferprobten Soldaten ohne deren Wissen erstellt, um im Ernstfall rasch über entsprechendes Personal verfügen zu können. Bis 1954 wurden so rund 90.000 Mann erfasst. Es existierten weiters Pläne, nach denen die Mitglieder der B-Gendarmerie im Falle eines kommunistischen Putsches außer Landes, vor allem nach Italien oder Nordafrika gebracht werden und dort den Kern eines österreichischen Exilheeres bilden sollten. Wie sich im November 1954 offiziell herausstellen sollte, war diese gesamte Truppenaufstellung den Sowjets aber sehr wohl bekannt gewesen. Dies blieb jedoch ohne Konsequenzen, da zum einen der B-Gendarmerie in den westlich besetzten Zonen der bewaffnete Werkschutz der USIA-Betriebe in der sowjetischen Zone gegenüberstand und zum anderen die Sowjetunion mittlerweile – aufgrund der geopolitischen Lage – an einem geeinten neutralen Österreich interessiert war.
Im Jahr 1950 entstanden die ersten stehenden Einheiten. Für jede der drei westlichen Besatzungszonen wurde ein Bataillon aufgestellt, die alle unter der Deckbezeichnung Gendarmerieschulen liefen, sowie eine als Fahreinheit getarnte Aufklärungskompanie. Der Beginn der Existenz der B-Gendarmerie kann mit dem 1. August 1952 festgesetzt werden, als die Führung von ehemaligen Wehrmachtsoffizieren übernommen wurde. Befehlsmäßig war die neue Formation direkt dem Bundesministerium für Inneres unterstellt. Für die Verwaltung waren die jeweiligen Landesgendarmeriekommanden zuständig. Am 28. Oktober 1953 wurde im Innenministerium für die B-Gendarmerie eine eigene Abteilung geschaffen, wodurch sie von der zivilen Bundesgendarmerie komplett getrennt wurde. Ende 1953 bestand die B-Gendarmerie aus etwa 100 Offizieren und 4.000 Mann. In der Folge wurden bis 1955 insgesamt 10 Gendarmerieschulen, zwei weitere Fahreinheiten, eine Abteilung D – ein mit den Amerikanern gemeinsam geführtes Versorgungslager – und eine Abteilung K (K für Kurse), die die Ausbildung künftiger Offiziere übernehmen sollte, sowie zwei sog. Telegraphenschulen eingerichtet.
Als Aufgaben der B-Gendarmerie wurden 1954 offiziell nicht nur der Grenzschutz und die Bekämpfung von inneren Unruhen genannt, sondern auch der Einsatz bei Naturkatastrophen (das österreichische Bundesheer sieht noch heute darin eines seiner zentralen Aufgabengebiete) und sog. taktische Einsätze im Alarmfall, womit der eigentliche Kriegseinsatz gemeint war. Die Angst vor dem Ausbruch eines neuen Weltkriegs war nicht unbegründet: Der Ost-West-Konflikt hatte sich mittlerweile zum Kalten Krieg entwickelt und der Krieg in Korea (1950–1953), das ähnlich wie Österreich und Deutschland nach dem Zweiten Weltkrieg in eine westliche und eine östliche Besatzungszone geteilt worden war, wurde als ein Stellvertreterkrieg der Großmächte gesehen, wie er auch an anderen Konfliktzonen entstehen könnte.
Nach Abschluss des Staatsvertrages am 15. Mai 1955 war es durch die Existenz dieser Organisation relativ schnell möglich, aus ihr ein neues Heer aufzubauen. Der letzte Aufmarsch der B-Gendarmerie als solche fand am Tag nach Vertragsunterzeichnung in Form einer „Befreiungsparade“ im Linzer Stadtteil Ebelsberg statt. Am 8. Juli 1955 fiel das alliierte Verbot der militärischen Betätigung und das Ende der B-Gendarmerie kann mit dem 27. Juli 1955 angesetzt werden, als sie in Provisorische Grenzschutzabteilung umbenannt wurde. 6.000 ehemalige B-Gendarmen bildeten 1956 den Kader für das neu gebildete Bundesheer, welches noch im selben Jahr im Zuge des Ungarn-Aufstandes seine erste Bewährungsprobe zu bestehen haben sollte, indem es die österreichische Staatsgrenze sicherte. Die Heeressoldaten, die schon Mitglied bei der B-Gendarmerie gewesen waren, trugen auch im Bundesheer auf ihren Uniformen das Emblem ihrer früheren Organisation – einen roten Winkel mit einer brennenden Granate – am rechten Ärmel.